# Sonja A. Buholzer
Sonja Adriana Buholzer (* 18. April 1960 in Luzern) ist eine Schweizer Wirtschaftsreferentin und Autorin von Management-Büchern.

## Leben und Karriere
Sonja Buholzer absolvierte eine Lehrerausbildung am städtischen Lehrerseminar Luzern. Sie studierte Literaturwissenschaften, Philosophie, Literaturkritik und Geschichte an der Universität Zürich und promovierte 1987 zum Doktor der Philosophie mit einer Arbeit zu Mechthild von Magdeburg (summa cum laude).
In den Jahren 1984/1985 war sie wissenschaftliche Assistentin und Lehrbeauftragte an der State University of New York.
Im Jahr 1994 gründete Buholzer die international tätige Wirtschafts- und Unternehmensberatung Vestalia Vision. Sie war eine der ersten Frauen auf Direktionsstufe einer Schweizer Bank und kämpft seit damals dafür, dass Frauen adäquat vertreten sind in Entscheidungsgremien von Wirtschaft, Politik und Öffentlichkeit.
Sie schrieb mehrere Bücher, von denen es einige auf die Schweizer Bestseller-Liste geschafft haben. Sie ist regelmässig Gast in der Sendung «Sonntalk», die von TeleZüri, Tele M1 und TeleBärn ausgestrahlt wird.

## Ehrungen und Auszeichnungen
Buholzer ist Trägerin des Internationalen Rotary Paul Harris Fellow. Sie war Rotary-Präsidentin und mehrjähriges Vorstandsmitglied Rotary in Zürich.
Buholzer ist Teil der Top 20 Executive Coaches in Zürich 2021.

## Werke
- Woman Power – Karriere machen, Frau sein. Orell Füssli Verlag, Zürich 2014, ISBN 978-3-280-05546-5.
- Die Frau im Haifischbecken. Orell Füssli Verlag, Zürich 2010, ISBN 978-3-9523280-8-8.
- Umdenken, jetzt! Ein Buch für Mutige. Orell Füssli Management, Zürich, Zürich 2008, ISBN 3-280-05274-2.
- Shark Leadership. Management hinter den Grenzen der Angst. Orell Füssli Management, Zürich 2006, ISBN 3-280-05183-5.
- Hörbuch: Was Manager vom Hai lernen können. 6 Audio CDs. Radioropa, 2007.
- Solange Du liebst. Botschaften einer Rebellin. eFeF-Verlag, Bern 2004, ISBN 3-905561-63-8.
- Überlebensstrategien für Frauen. Pocket-Guide Frauenzeit. Orell Füssli, Zürich 2002, ISBN 3-280-02690-3.
- Ver-rückte Zeiten. Die neuen Rollen im Welttheater des 21. Jahrhunderts. Orell Füssli, Zürich, 2001, ISBN 3-280-02665-2.
- Frauenzeit. Erfolgsstrategien für Gewinnerinnen. Orell Füssli Management, Zürich 1999, ISBN 3-280-02630-X (Deutschland: Frauen starten durch. mvg-TB. Norwegen: Kvinnetid. Aschehoug-Verlag).
- Aufbruch. Profilierte Frauen in Wirtschafts, Wissenschaft und Kultur. Orell Füssli, Zürich/Wiesbaden 1990.
- Aspekte der Gottes- und Seelenkonzeption im Werk der Mechthild von Magdeburg. In: H.-J. Braun, K. H. Henking: Homo religiosus. ESZ 9, Völkerkundemuseum der Universität Zürich, Zürich 1990.
- Studien zur Gottes- und Seelenkonzeption im Werk der Mechthild von Magdeburg. Peter Lang, Bern, 1988 (Europäische Hochschulschriftenreihe. Bd. 20, Dissertation).